# A magyar és más nyelvek közötti véletlen szóegyezések listája
Az alábbi lista olyan szavakat sorol fel, amelyek írott alakja véletlenül egybeesik magyarul és valamely más nyelven. (Az azonos vagy rokon jelentésű nemzetközi szavaknak és a kölcsönszavaknak tehát itt nincs helyük.) – A szavakat betűrendbe sorolt nyelvek szerint, azokon belül is betűrendbe tesszük.

## Külön listákba gyűjtjük
Az adott nyelv fejezetén belül:
- a magyarul keresztnévként létező szavakat (akár teljes, akár becézett alak)
- a magyarul vezetéknévként létező szavakat (csak a tipikusan magyar nevek)
- a magyarul földrajzi névként létező szavakat (csak a magyar nyelvterület magyar földrajzi nevei)
- az ékezet, mellékjel terén nem pontosan egyező szavakat

Külön fejezetekben:
- az idegen nyelvű személyneveket
- az idegen nyelvű családneveket (csak ismertebb – akár élő, akár elhunyt – személyek nevét)
- az idegen nyelvű földrajzi neveket

Ha olyan szóegyezést javasolnál, amely a fentieknek nem felel meg, de szerinted érdekes lehet, akkor kérünk, hogy a vitalapon tüntesd föl, és ha a többség is jónak találja, kitaláljuk az elhelyezését és átvesszük a szócikk lapjára.

## Külön szócikkben gyűjtjük
- Az írott alakjukban különböző, de kiejtésük szerint hasonló szavakat. Lásd: Véletlen hangalaki egyezések a magyar és más nyelvek közt

## Latin betűs írású nyelvek

### Albán
- baba apa
- vaj olaj

### Angol
- a egy
- ad apróhirdetés
- add hozzátesz
- akin rokon
- amid között
- arc körív
- barmaid pincérlány, csaposlány
- be lenni
- bead gyöngyszem
- befog ködösít
- being létezés, lény
- bent hajlított
- bog mocsár
- bolt csavar; villámcsapás
- bong vízipipa
- boron bór <vegyi elem>
- buggy homokfutó
- coca kokacserje
- comb fésű
- colossal elképesztő
- dug ásott
- eke szintén
- elegy elégia
- eleven tizenegy
- elves manók
- ember parázs
- ere egykor
- faltered akadozott, hebegett
- far messze
- fed etetett
- fen mocsár
- fend hárít
- foci fókuszok
- fog köd
- fogy maradi
- fond szerető, gyöngéd
- fuss zsivaj, fontoskodás
- gallon <egyfajta űrmérték>
- gang csapat, banda
- had ~ birtokolt
- hang lóg, akaszt
- hat kalap
- he ő
- here itt
- hint célzás
- hinted célzott, javasolt
- hints célzások
- hit ütés
- hold fogás
- hull hüvely; hajótest
- hunt vadászat
- indult különleges egyházi engedély
- is van
- jog meglök, kocog, üget
- jut kiszögell(és)
- ken látótávolság, szemhatár
- kid kölyök
- kin rokon, atyafi
- kink hóbort, szeszély, bogár
- kit készlet
- lap kör (sport)
- lead vezet
- lent kölcsönzött
- less kevésbé
- lessen kisebbít
- lest nehogy
- leveled kiegyenlített
- lever emelő
- link kapocs
- linked összekapcsolt
- lump rög, göröngy, darab
- maid szobalány
- maim megcsonkít
- main fő
- major jelentős, őrnagy, számottevő
- mart piactér
- mess zűrzavar, felfordulás
- messed összekavart
- mid középső
- mind ész, elme, tudat
- minded vmilyen gondolkodású
- mink menyét
- mint 1. pénzverde 2. menta
- mire kátyú
- moss moha
- most a legtöbb
- mucus nyálka
- muff melléfog, eltéveszt
- must kell, muszáj
- nap szundít(ás), szendergés
- netted hálóval fedett
- no nem <tagadás>
- old régi, öreg
- pad párna
- pang nyilallás, gyötrelem
- part rész
- patent szabadalom
- pecked megcsípett
- per keresztül
- pert szemtelen, pökhendi
- petty kisszerű, elenyésző
- port kikötő
- puff lehelet, fuvallat
- pun szójáték
- punt <egyfajta csónak>
- rabbit nyúl
- rag rongy
- rang csörgött, csengett
- rend tép, szaggat
- rest pihen(és)
- rested pihent
- ring csörög, cseng
- sing énekel
- sort -fajta, -féle
- tag cédula
- tan cserzett
- taps (víz)csapok
- tar kátrány
- tart 1. gyümölcslepény 2. utcalány
- tender 1. lágy, gyengéd 2. pályázat
- termed megnevezett
- test ellenőrzés, felmérés
- tested ellenőrzött
- tied odakötött
- tilt billenés
- tilts billenések
- tipped csúccsal ellátott
- told elmondott
- toll autópályadíj
- van kisbusz
- vassal hűbéres
- versed jártas, tapasztalt
- vet veterán
- volt körfordulat, kanyarodás

A magyarban nem használatos, de képezhető szóösszetételek:
- boring unalmas
- facet kristálylap, oldal
- faceted fazettás, csiszolt
- farina keményítő
- halvers felek
- romper kezeslábas
- rostrum hajóorr
- vastest legszélesebb, legnagyobb

A magyarban nagybetűvel keresztnevek:
- edit kiad, szerkeszt

A magyarban nagybetűvel földrajzi nevek:
- pest dögvész

### Baszk
- ez nem
- hamar tíz
- ni én

### Cseh
- had kígyó
- lom törés, fejtés, (kő)fejtő
- nádor daganat
- nej leg-
- noha láb
- zápor tagadás

### Dán
- el elektromosság
- fest parti, fesztivál
- firkant négyszög
- haj cápa
- hat kalap
- hitte találni
- hold csapat
- igen ismét, újra
- is jég
- kant oldal, határ
- kap fok
- kender felismer
- kor kórus
- mellem között
- most gyümölcslé
- nem könnyű
- nyer (görög) nű betűk
- nyest legújabb
- pest pestis
- telt sátor
- told vám
- vej út

### Eszperantó
- aga cselekvő
- ama szerető
- ami szeret
- apud mellett
- ara tömeges
- baka sütő-
- baki sütni
- bari elzárni
- bele szépen
- boka bak
- bora fúró (mn.)
- boros fúr (jövő idő)
- busa autóbusz-
- cica mellbimbói (mn.)
- de -tól/től
- deci illeni, illőnek lenni
- dia isteni
- diri mondani
- ege nagyon, rendkívül
- eke kezdetétől, kezdve
- el közül, -ból/ből
- esti lenni
- fala leeső
- fali esni, elesni, leesni
- far vki által
- festi megünnepelni
- fia hitvány, gonosz, alantas
- fika baszó
- fini befejezni
- fontos eredni, fakadni fog
- hala csarnoki
- havas van nekem, neked…
- havi birtokolni
- honti szégyenkezni
- ina női
- inda méltó
- inga hüvelyes (jellegű)
- inge hüvelyként
- ingen hüvelybe
- ja <nyomatékosító szó>
- kapa fej-
- kara kedves
- karaj kedves [többes szám]
- kies kinek a (vmi)je?, akié
- kolera dühös
- koma vesszős
- kombi fésülködni
- kora szívből jövő
- korpa testi
- kova (tojást) költő
- kuka süteményes
- kun -val/vel
- likas folyik
- mama mell-, emlő-
- mi én
- min engem
- mini bányászni
- mire bámulva
- mise hibásan, tévesen
- muki váladékozni
- ni mi (személyes névmás)
- nuna mostani, jelenlegi
- ok nyolc
- oka nyolcadik
- paca békés
- pala halvány
- pata serpenyős
- para páros
- paraj párosak
- pasas elhalad, elmúlik
- pasi elhaladni, elmúlni
- peca darabos
- per -val/-vel
- pina fenyős
- por -ért, számára
- rajta jogos
- randa sarkos
- rege uralkodva
- resti maradni
- ronda kerek
- rostos sütni fog (rostélyon)
- sablon homokot
- sali megsózni
- sarki gyomlálni
- satu lakj jól
- se ha
- terme kifejezésként
- tinta csörgő, csörömpölő
- torna esztergályos (jellegű)
- tuja azonnali
- tusa köhögési
- verda zöld
- verde zölden
- verme féregként
- veti fogadni, tétet tenni meg
- vive élve

Magyarul keresztnevek:
- bori fúrni
- elvira férfiból lett
- eta kicsi
- era rész
- ili ők, eszköznek lenni
- kata macskás
- laca fáradt
- mara tengeri
- pali elhalványulni
- peti kérni
- pesta pestises
- roli szerepet játszani
- samu legyen ugyanaz
- timi félni
- vera valódi
- vica soros, következő

### Észt
- aga de
- esik előszoba, előtér, folyosó
- hall fagy (fn.)
- iga minden
- ige fogíny
- ja és
- kell óra
- korral esetén
- kurva szomorú
- ma én
- meri tenger
- sokk zokni

### Feröeri
- bók könyv
- hús épület, ház

### Filippínó (tagalog)
- bili vásárolni
- puki <női nemi szerv>

Személynevek:
- gabi taró (a trópusi zöldség helyi neve)

### Finn
- alku kezdet
- apu segítség
- ellen ha én nem
- ellet ha te nem
- ellette ha ti nem
- este akadály
- heti azonnal
- hinta ár
- ja és
- kamara héj, kéreg
- karja marha
- kivi kő
- kova kemény
- kuka kicsoda
- kukin mindenki
- lanka fonál
- lika piszok
- meri tenger
- napa pólus
- ovi ajtó
- pala darab, falat
- pata fazék
- sara sás
- sarja sor(ozat)
- se ez/az
- sorsa vadkacsa
- te ti
- teli orsó
- telki retesz
- turha haszontalan, felesleges
- ura karrier/barázda
- villa gyapjú
- villan gyapjúnak a ...

A magyarban nem használatos, de képezhető szóösszetételek:
- vastata válaszolni

A magyarban nagybetűvel keresztnevek:
- eri különféle
- kitti gitt
- panna tenni

### Francia
- a van neki
- aura neki lesz
- baba 1.mazsolás kuglóf 2.hippi 3.elképedt 4.női nemi szerv
- centre központ
- cet ez a(z)
- de -nak/nek a vmije; -ból/ből, -tól/től
- dédié visszavont, visszalépett <hímnem>
- dédire visszavon, visszalép
- dédit visszalépés
- délire őrület, téboly
- est 1. kelet 2. van
- fesse fenék, farpofa
- franc 1. egyenes, becsületes, világos, igazi 2. szabad 3. teljes (nap)
- fini vége, befejezett
- font csinálnak
- fut volt
- le a(z) <hímnem, egyes szám>
- lent lassú
- les a(z) <többes szám>
- lettre betű, levél
- mai május
- mars március
- mer tenger
- mise tett <nőnem>
- ne nem
- nos a mi …jeink <tsz.>
- ont nekik van
- part elmegy
- parti 1. állásfoglalás, megoldás 2. elment 3. részeg
- partira el fog menni
- partis elmész
- partit elment
- patron 1. pártfogó, védőszent 2. főnök 3. házigazda
- permet engedélyez
- pont híd
- porc sertés
- port kikötő
- régit kormányoz
- rend visszaad, vmilyenné tesz/lesz
- rendez adjátok vissza, váljatok vmilyenné
- rendre visszaadni, vmilyenné tenni/lenni
- se magát
- sort sors; elmegy
- tente sátor
- terme kifejezés
- un egy <hímnem>
- vendre árul, elad
- van lószállító kocsi
- vers felé
- vert zöld
- vitesse sebesség

Keresztnevek magyarul (ragozatlanul vagy ragozva):
- mari férj
- péter szellent
- petit kicsi

### Holland
- bent vagy (ige)
- bot csont
- de a, az (névelő)
- had nekem/neked/neki volt
- haver zab
- heten hívni, nevezni
- hun övék (birtokos névmás)
- is van
- kan képes vagyok/képes (módbeli segédige)
- karig fukar
- ken ismerek
- kering tartófal, támfal
- kop fej (főnév)
- lepel kanál
- mag nekem/neked/neki szabad (módbeli segédige)
- pest pestis
- sok zokni
- van (birtokot, származást, eredetet jelző szó, mint az angol "of")
- vers friss

### Horvát
- bog isten
- bor fenyő
- budi legyél
- deo rész
- jak gyors, nehéz, masszív, erős
- jelen őz, szarvas
- paci te gácsér! (a pátak származéka)
- raj mennyország, Paradicsom
- sok lé
- tok folyamat

### Indonéz
- adat hagyomány
- ajak meghívni
- akar gyökér
- amit engedély; elnézést
- apa mi?
- bak kád
- berak kaka, kakál
- borok fekély
- borong nagykereskedelem
- budi elme, ész, tudat, figyelem
- cincin gyűrű
- cuki <női nemi szerv>
- cumi-cumi tintahal
- dada mellkas
- dara szűz
- dorong tol, nyom
- ember vödör
- harap remél
- hari nap
- ingat emlékszik
- kaki láb, alj
- kamu te
- kamus szótár
- kering száraz
- kotor piszkos
- kukira azt hiszem, gondolom
- lombok csili
- luka vágás, hasadék
- minta kér
- nasi rizs
- pipi arc
- putri lánya vkinek
- sapi tehén
- satu egy <szám>
- sunyi csendes
- tali kötél
- tapi de
- topi kalap
- tolong segít

A magyarban személynevek:
- bea vám, illeték
- gizi tápanyag
- kata szó
- laci fiók
- pesta fesztivál, ünnepély, parti
- peti 1. mellkas 2. bőrönd

### Izlandi
- áll angolna
- ásta szereteteké
- bak hát
- bál tűz
- bolti labda
- bók könyv
- bringa mell
- dagi napnak
- ég én
- éta eszik
- foss vízesés
- fura fenyő
- hamar kalapács
- hinni annak (névmás és névelő nőnemű, részes alakja)
- hús ház
- is jég
- karfa kosár
- kerti gyertya
- kinn orca
- koma érkezés
- mér nekem
- mór láp
- óra találgat
- rúg rozst
- sár fájdalmas
- smár kis
- tó (az angol to megfelelője)
- út ki
- útkoma megoldás

### Latin
- de -ról/-ről, -tól/-től
- est lenni
- manus kéz
- ovis juh
- paci béke (birtokos eset)
- simul egyszerre
- sin ha pedig, de ha
- te téged
- ubi hol, ahol, mihelyt
- vas edény
- ver tavasz

Magyarul keresztnevek:
- annus ér (fn.)
- maris tengeré
- tibi téged

### Lengyel
- okno ablak
- most híd
- pisze ír
- szop mosómedve
- tutaj itt

### Lett
- adata tű
- alga jutalom, fizetés
- balta fehér
- birka címke
- bors bór
- burka korsó
- daru csinálok
- darva kátrány
- degu égek
- guba halom, kazal; verem
- guru elfáradtam
- kas ki, mi
- kaja láb
- koki fák
- kop ápolsz
- kopt ápolni, gondozni
- koris kórus
- ja ha
- java habarcs
- jel hát, mégis
- manus enyémeket
- mini említed
- un és
- pata maga a, saját maga
- patika tetszett
- sava saját
- savas sajátjuk
- siet összekötni
- tagad most
- taps válni fog (valamivé)
- tapsi válni fogsz (valamivé)
- te itt
- tik csak, csupán
- tilts híd
- tinis rozsomák
- tulkot fordítani, tolmácsolni
- vakar este (hsz.)
- var tud, képes

Magyarul keresztnevek:
- doma gondolat
- soma zacskó

### Litván
- pasas útlevél

Magyarul keresztnevek:
- boris bór (kémiai elem)

### Lív
- jel élet
- kard illat
- mer tenger

### Maláj
- adat szokás, hagyomány
- aduk kever
- ajak meghív
- akad megállapodás, ígéret
- akar gyökér
- apa mi?
- ara füge
- arca kép
- ari has
- bab fejezet
- baja trágya
- bak hasonló
- baka öröklés
- baki egyensúly
- bor fúró
- boros különc
- budi jóság, kedvesség
- busa hab
- buta vak
- cicit dédunoka
- dada mellkas
- dia ő(t), az(t)
- didik oktat, nevel, képez
- diri maga('t), áll
- dorong ösztönöz, serkent
- duda özvegyember
- falak világ(egyetem), csillagászat
- gondok köpcös; golyva
- gondol csupasz, kopár; győz
- had határ
- hajat szándék, terv, vágy
- hal ügy, helyzet
- hala irány
- hamis bűzlik
- harap remény
- hari nap (időszak)
- hasad irigy
- hiba bánat
- ingat emlékszik
- ipar sógor(nő)
- isi tartalom
- jaja házal
- kaki láb
- kamu te, a te …d
- kamus szótár
- kapar elszórt, szétterült
- kapuk <egyfajta gyapot/pamut>
- kerek csörlő, felvonó
- keretek <egyfajta cigaretta dohánnyal és szegfűszeggel>
- korok odú
- kotor piszkos
- lap megtöröl, feltöröl
- lesi elnyúzott, elcsigázott
- likat sűrű
- luka seb, sérülés
- lukis rajzolni
- maki rosszul bánik vmivel/vkivel
- makin egyre jobban
- mancis gyufa
- mi metélt
- minta kér(em), legyen szíves
- mukim kerület
- nasi főtt rizs
- pacal én (előkelőséghez szólva)
- pala szerecsendió
- palit bepiszkít
- papa nagyon szegény
- pari rája
- parit csatorna
- perli kötekedik, ingerel
- picit nyom, szorít, csíp
- pipi arc
- pipit veréb
- pita szalag
- puding <egyfajta díszcserje>
- puki <női nemi szerv>
- pulik helyreállít
- raja király
- rang vázlat; ugar
- roma szőr
- ronda járőröz
- sah hiteles, valódi, törvényes
- sapi tehén, bika
- sarat megrakott, megterhelt
- satu egy
- se egy; ugyanaz
- sirat háló(zat)
- sulit titkos; nehéz
- sunyi csendes, magányos
- takar korsó, kancsó
- tali kötél
- tanya kérdez
- tolong segítség, segíteni
- topi kalap
- tubi folyton
- unta teve
- van furgon (az angolból)
- wap gőz

Magyarul keresztnevek:
- benci utál
- kata szó
- laci fiók
- lali védett
- mari jön
- pesta ünnep, fesztivál
- peti doboz
- robek szakít, tép

### Német
- beste legjobb (ragozva)
- betont hangsúlyos, hangsúlyoz
- bog hajlított (ige)
- Ebbe apály
- ebben apadni, csökkenni
- essen enni
- dörren aszal
- Fest ünnep
- fing megfogott (ige)
- Griff fogás
- hat van neki, <múlt idejű segédige>
- innen bent
- Ketten láncok
- Kiesel kavics
- Kinn áll (főnév)
- Lecke nyalató (vadászatban)
- lesen olvasni
- lest olvastok
- mag szeret, kedvel
- mit ‑val/vel
- Pest pestis
- porig lyukacsos
- Szene jelenet
- Tag nap (időegység)
- toll eszeveszett, remek
- und és
- Untat rossz cselekedet
- vermeiden elkerülni
- von -tól/től
- Zug vonat

Német szavak, amelyek csak a svájci helyesírásban esnek egybe magyar szóval (Németországban és Ausztriában ß van bennük):
- Fuss láb
- süss édes

### Norvég
- endre szerkesztés, változtatás

### Olasz
- adatta alkalmaz
- ama szeret
- altra másik
- ara szánt
- avara fukar (nő)
- basa alapul
- bestia állat
- bili epék
- brutto csúnya
- cetre citerák
- cifra szám
- combina összefűz
- dara adni fog
- dal -hoz, -hez, -nál, -nél, -tól, -től
- decise elhatároz
- dia adjon
- fa csinál
- far csinálni
- fara csinálni fog
- farina liszt
- favilla szikra
- fedele hűséges
- fedi hitek
- fesse repedtek (nn)
- foci gyújtópontok
- fogna szennycsatorna
- fossa árok, gödör
- fusi orsók
- ha van neki
- inni himnuszok
- le (többes számú nőnemű határozott névelő)
- lenti lassúak
- lesi sértések
- lesse főttek (nn)
- leste fürgék (nn)
- leve emelők
- ma de
- magra sovány (nőnem)
- mai soha
- matassa (tapogassa) gombolyag
- mente elme
- mese hónap
- messe (vágja) misék
- mesterei összeráznám
- mestereste összeráznátok
- mi nekem
- mire célok
- mise helyez
- mondana világias, evilági
- mondani ua., tsz-ban
- mossa mozdulat
- mulatta mulatt nő
- muri falak
- muta vált, -oztat
- nana törpenő
- ne abból, belőle
- neve hó
- orma nyom
- ormai most már
- paci békék
- pali karók
- parola (kézfogás) szó
- parti Távozzon!
- per -nak, -nek
- pere körték
- pesti kártevők
- pia kegyes (nő)
- piaci tetszel
- pompa pumpa
- porgerle elhelyezni, nőneműeket
- porosa porózus
- portata tartott (igenév)
- portava tartott (ige)
- rendi megadod
- resti maradsz
- rima rés
- romba dübörög
- ronda kerek
- sarai leszel
- simulo tettetem
- surrogo átrakom
- talpa vakond
- tana odu
- te téged
- tele vásznak
- teli kiszabott vászondarabok
- tenne tartott
- tenni
- terme hévizes fürdők
- tette
- ti neked
- tini szőlőprések
- tolta elvett (igenév)
- torba tőzeg
- torna visszatér
- ultim' utolsó
- veder nézni
- venni jött
- verde zöld
- veri igazak
- verme férgek
- veti vétók
- vette csúcsok
- vili gyávák
- vita élet
- volta fordulat, alkalom

Magyarul keresztnevek:
- anti- ellen
- panna krém
- pista pálya

### Portugál
- alma lélek
- após után
- bunda fenék
- forró <egy tánc neve>
- te téged

### Roma nyelv (cigány)
- rom cigány

### Román
- apă víz
- este van
- fura lop
- geci dzsekik

### Spanyol
- alma lélek
- ama szeret
- amarra megkötöz
- baba habzó nyál
- baja alacsony (nő)
- bajos alacsonyak
- basa alapoz (valamire)
- boj kaptafa
- borra töröl
- cifra szám, összeg
- dada adott, adva lévén (nőnemben)
- de -ból/-ből
- dió adott (ige)
- duda kétség
- dudás kételkedsz (Argentínában)
- el a, az (határozott névelő)
- él ő (hímnemben)
- elles ll betűk
- eme az m betű
- erre az r betű
- esperes ha várod / hogy várjad
- este ez
- estén legyenek
- falaz csalfa, csalóka
- falta hiány(zás)
- ha kb. neki van/kell (segédige)
- hada tündér
- has kb. neked van/kell (segédige)
- honra tisztesség
- hoz sarló
- le neki
- les nekik
- leve enyhe
- leves enyhék
- lista szorgalmas (nőnemben)
- mama emlő
- mar tenger
- más több, inkább
- mentes ész, szellem (többes számban)
- mi az én …-m (birtokos determináns)
- mire nézze
- ni sem
- nos minket, nekünk
- papa pápa
- pasa átmegy, átad, múlik, telik
- pasas átmész, átadsz, (időt) töltesz
- pata állat lába
- por -ért, miatt stb. (elöljárószó)
- poros pórusok
- porra dorong
- ronda kör
- se saját magát/magukat, ők egymást (visszaható, kölcsönös, és passzív általános névmás)
- sí igen vagy saját maga/maguk (határozói eset)
- sor nővér (megszólításként)
- te téged, neked
- tejen szövik
- tejes szövöd
- tele tévé
- ti te (határozói eset)
- tus a te …-id (birtokos determináns)
- un egy
- van mennek
- vas mégy
- ver látni
- verdes zöldek
- verme látni engem
- verse látszani vagy látni egymást
- verte látni téged
- villa kisváros, falu
- vive él (ige)

Magyarul keresztnév:
- ella ő (nőnemben)
- linda szép, rendes
- pista lábnyom

### Svéd
- apa majom
- baka sütni
- be kérni
- befogad hiteles
- beton hangsúly
- boka lefoglalni
- bor lakik
- bort el
- bot engesztelés/gyógymód
- dal völgy
- de ők, azok
- duga megteszi, megfelel, "elmegy"
- dörren az ajtó
- el áram
- eleven a tanuló
- far apa
- fel hiba
- fest ünnep(ség)
- fika kávézás, kávészünet
- fodra etetni
- fog ok, alap (vmire); csatlakozás
- foga csatlakozik
- fura erdeifenyő
- föl csikó
- ha (birtokviszonyt kifejező segédige)
- haj cápa
- hal síkos
- has hátsó láb
- hat gyűlölet
- haver birtokol (régies)
- idén az ötlet
- igen ismét
- inga senki/semmi (többes szám)
- ingen senki/nincs
- inget semmi/nincs (semleges nem)
- is jég
- kaka sütemény
- kan képes (segédige), tud
- klubba nyalóka; golfütő
- kurva kanyar
- köp vétel, vásárlás
- köpet a vétel, a vásárlás
- köpte vásárolt
- kör (autót) vezet
- leken a játék
- len enyhe
- lever máj; él (ige)
- lök hagyma
- meny menü
- mer több
- min enyém
- mint menta
- modern az anya
- nej ne, nem
- ni ti/ön/önök
- ont rossz(indulatú); fájdalom
- pest pestis
- pina kín
- rakat borotválva
- rest elutazva
- se látni
- ser lát
- som ami; mint
- tar tart, fog
- te tea
- teve tévé
- tolva tizenkettes
- torka szárítani
- vad mi (kérdőszó)
- vall gát
- var hol
- vet tud
- vetet a búza
- vita fehérek
- vitt fehér; széles (semleges nem)
- öl sör
- ön a sziget

Magyarul keresztnevek:
- lilla a kicsi
- panna serpenyő

### Szebuano
- puki <női nemi szerv>
- unom hat (számnév)

### Szlovák
- barom bárral
- búrka vihar
- had kígyó
- hoci ámbár
- ide megy
- inak másképpen
- juh dél (mint égtáj)
- kapor ponty
- len csak
- most híd
- mozog agy
- noha láb
- raj Paradicsom
- zamat bársony
- román regény

Magyarul keresztnevek
- huba gomba

### Szlovén
- dob tölgy
- kit bálna
- luk hagyma
- neki néhány

### Török
- akar folyik
- bal méz
- el kéz
- gebe várandós
- mese tölgyfa
- öl meghalni
- süt tej
- teker egyesével
- tekerlek kerék

### Vepsze
- hab nyárfa
- hala fagy
- hang vasvilla
- harag szarka
- here trágya
- ma föld

Magyarul keresztnevek:
- huba rossz

## Nem latin betűs írású nyelvek

### Orosz
- ВОТ [ejtsd: vot] íme
- КАРТА [ejtsd: karta] térkép, kártya

### Kínai
- baba (爸爸) édesapa

## Idegen földrajzi nevek
- Alanya (üdülőváros a török riviérán)
- Anyós (falu Andorrában)
- Bari (város Olaszországban)
- Bedugul (település Indonéziában)
- Belek (üdülőváros a török riviérán)
- Belém (város Brazíliában), Belém (város Portugáliában)
- Birka (város Svédországban)
- Boka (régió Montenegróban)
- Boka (falu a Vajdaságban)
- Bor (település Csehországban), Bor (település Oroszországban), Bor (település Szerbiában), Bor (település Svédországban), Bor (település Törökországban)
- Budi (tó Chilében és megye Dél-Szudánban)
- Buta (város a Kongói Demokratikus Köztársaságban)
- Cipó (város és megye Brazíliában)
- Dallam megye Texasban (USA)
- Didim (város Törökországban)
- Dili (Kelet-Timor fővárosa)
- Ede (város Hollandiában), Ede (város Nigériában)
- Este (város Olaszországban)
- Étel (település Franciaországban)
- Falun (város Svédországban)
- Fene (település Spanyolországban)
- Fossa (folyó Izlandon)
- Hamar (város Norvégiában)
- Hamm (város Németországban)
- Hat (falu Azerbajdzsánban), Hat (falu Nepálban)
- Ica (város Peruban)
- Izé (település Franciaországban)
- Kabala (város Sierra Leonéban és Törökországban)
- Kent (megye Angliában)
- Kongó (ország Afrikában), Kongó (ország Afrikában), Kongó (folyó Afrikában)
- Kotor (város Montenegróban)
- Kupa (folyó Horvátországban, más néven Kulpa)
- Ladik (város Törökországban)
- Lombok (Indonézia egyik szigete)
- Maradi (Niger harmadik legnagyobb városa és az azonos nevű tartomány székhelye)
- Melle (település Belgiumban) Melle (város Franciaországban), Melle (város Németországban), Melle (város Olaszországban)
- Minden (város Németországban), Minden (kisváros az USA-beli Louisiana államban)
- Most (település Csehországban)
- Neves (település Angolában és São Tomén)
- Nyelv (falu Norvégiában)
- Nyeri (város Kenyában)
- Padra (város Indiában)
- Pata (település a Fülöp-szigeteken)
- Pazar (város Törökországban)
- Pina (folyó Fehéroroszországban), Pina (település Nepálban)
- Rab (sziget Horvátországban és annak fővárosa)
- Randa (település Dzsibutiban), Randa (település Svájcban), Randa (település Mallorcán)
- Rokon (város Dél-Szudánban)
- Ronda (város Spanyolország Málaga tartományában és a Fülöp-szigeteken)
- Soma (város Törökországban)
- Segget (folyó Malajziában)
- Sisak (város Horvátországban, más néven Sziszek)
- Tarka (falu Nigerben), Tarka (közigazgatási egység Nigériában), Tarka (turista- és biciklis útvonal Nagy-Britanniában)
- Tomi (város Ugandában), Tomi (ókori görög város)
- Van (város és tartomány Törökországban)
- Vári (görög város Athén mellett)
- Zug (település Svájcban)

### Nem latin írású nyelveket használó országok földrajzi nevei (átírás szerint)
- Csuhaj (város Kínában)
- Gumi (város Dél-Koreában, valamint Nepálban)
- Kacsa (város Ukrajnában)
- Kaja (tartomány Burmában)
- Kaja (történelmi koreai államalakulat)
- Kaki (város Iránban)
- Kazán (város Oroszországban, Tatárföldön)
- Rajong (tartomány Thaiföldön)
- Szaga (megye és annak székhelye Tibetben), Szaga (prefektúra és annak fővárosa Japánban)
- Szója (alprefektúra Japánban)

## Idegen személynevek
- Alva (finn női név)
- Aula (finn női név)
- Aura (finn női név)
- Apa (török férfinév)
- Apu (inka istenség)
- Elvi (finn, Elvira)
- Lenni (finn, Lénárd)
- Pasi (finn férfinév)
- Pina (olasz női név)
- Robban (svéd, Robi)
- Tarja (finn női név)